# David Michie
David Michie (* 1962, Harare, Zimbabwe) je australský spisovatel. Ve svém díle se zabývá buddhismem, věnuje se tématům meditace a bdělé pozornosti. Jeho knihy byly přeloženy do 25 jazyků a vyšly ve více než 30 zemích. Přednáší také na mezinárodních konferencích.

## Dílo
- Dalajlamova kočka (2013)
- Dalajlamova kočka a umění příst (2014)
- Pospěš si a medituj (2014)
- Buddhismus pro zaneprázdněné (2015)
- Kouzelník ze Lhasy (2015)
- Dalajlamova kočka a síla meditace (2016)
- Proč je bdělá pozornost lepší než čokoláda (2016)
- Pes Jejího Veličenstva (2017)
- Duše našich mazlíčků (2018)